# Lemgow (Adelsgeschlecht)

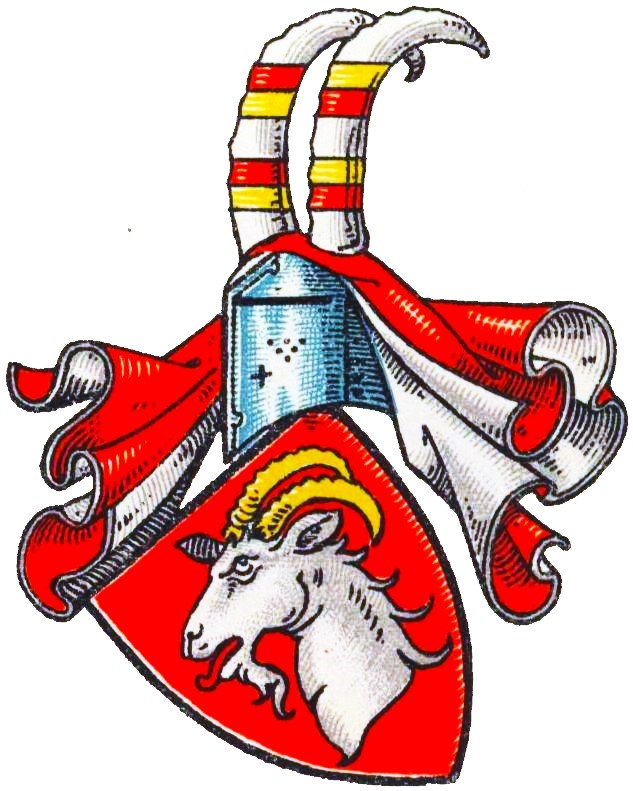
Wappen derer von Lemgow im Wappenbuch des Westfälischen Adels

Lemgow (auch Lemgo) ist der Name eines erloschenen westfälischen Patrizier- und Adelsgeschlechts.

## Geschichte
Das Geschlecht stammt aus Hamm. Hermann von Lemgow war 1476 Bürgermeister zu Hamm. Auch Franz Lemgow war 1572 Bürgermeister zu Hamm. Letzterer klagte in jenem Jahr gegen Rittmeister Dietrich von Galen zu Bisping auf Zahlung von 290 ½ Florinen, die der Beklagte seinem verstorbenen Bruder Johann Lemgow als rückständigen Sold schuldete. Johann von Lemgow war ab 1565 mit Catharina von Hausen verheiratet.
Franz Heinrich von Lemgow zu Horringhausen (Altena), verheiratet mit Anna Maria Walrabe, tötete 1653 seinen einzigen Sohn und Erben Johann Dietrich von Lemgow.

## Wappen
Blasonierung: In Rot ein silberner Bockskopf mit goldenen Hörnern. Auf dem Helm mit rot-silbernen Helmdecken zwei silberne, nach links gebogene Bockshörner, das Linke zweimal schmal Rot über Gold quergestreift, das Rechte zweimal schmal Gold über Rot quergestreift.